# Asparagus burjaticus
Asparagus burjaticus là một loài thực vật có hoa trong họ Măng tây. Loài này được Peschkova mô tả khoa học đầu tiên năm 1974.